# Wolant (sport)

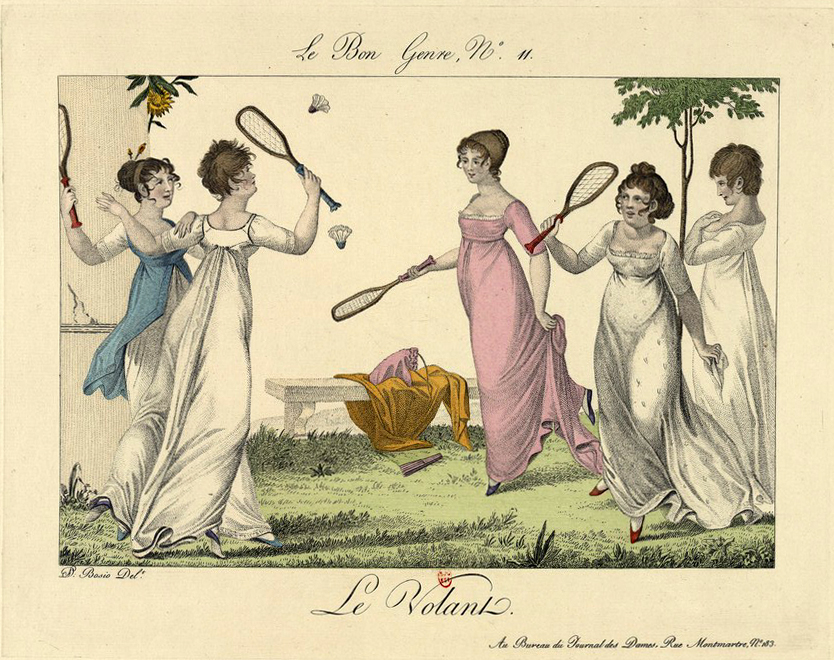
Panie grające w wolanta (1801)

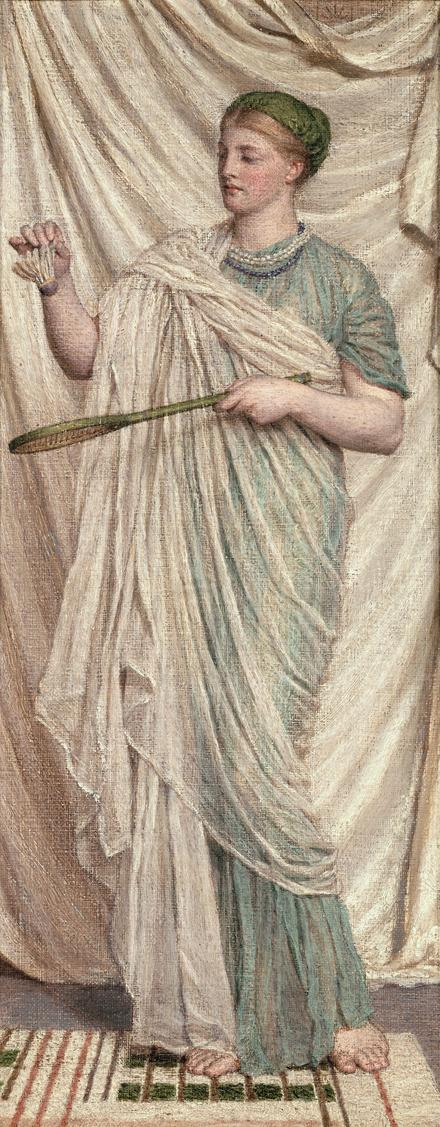
Albert Moore – Wolant (ok. 1868)

Wolant (fr. volant – latający, fruwający) – dawna gra w podrzucaną rakietą piłkę z przytwierdzonymi do niej piórkami; poprzedniczka badmintona.
Uprawiana w dawnej Europie dwuosobowa gra sportowa polegająca na odbijaniu rakietką ponad siatką korkowej piłki (lotki) z osadzonymi w niej piórkami. Znana już od średniowiecza pod nazwą wolant lub niemieckopochodną – federball. Europejska moda na nią rozwinęła się dopiero w XVII wieku, a w zachodniej Europie niezwykle rozpowszechniła się od drugiej połowy XVIII wieku (w kulturze angielskiej jako shuttlecock albo birdie). Ze względu na widowiskowy i elegancki charakter była jedną z nielicznych gier dozwolonych dla kobiet. Rozgrywano ją zarówno w plenerze, jak i w krytych pomieszczeniach (salach do gry w piłkę). William Blake poświęcił tej rozrywce wiersz The Fly (Lotka) w swych Pieśniach doświadczenia (1794).
Uważana za wczesną postać badmintona (kometki), którego nazwa pojawia się dopiero od 1872 r., kiedy ks. Beaufort w swej posiadłości Badminton House zaprezentował tę grę według ustalonych przepisów.
Nazywano tak również samą opierzoną piłkę (niem. Federball) używaną w tej grze.
Przekonanie, że wolant miał być rozrywką (głównie kobiet) w starożytności, wzbudzili artyści neoklasyczni i twórcy akademiccy, tacy jak A. Moore, przedstawiający go w malarstwie swych czasów. 